# Drexel Heights
Drexel Heights ist ein Census-designated place im Pima County im US-Bundesstaat Arizona. Das U.S. Census Bureau hat bei der Volkszählung 2020 eine Einwohnerzahl von 27.523 ermittelt.
Drexel Heights hat eine Fläche von 51,0 km². Im Osten der Stadt verläuft die Interstate 19 und im Norden die Arizona State Route 86.